# شراب الذرة عالي الفركتوز
شراب الذرة عالي الفركتوز (بالإنجليزية: High-fructose corn syrup) (يُرمز لها اختصاراً '''HFCS''')، المعروف أيضًا باسم شراب الجلوكوز - الفركتوز، والإيزوغلوكوز، وشراب الجلوكوز - الفركتوز، هو مُحلي مصنوع من نشا الذرة. كما هو الحال في إنتاج شراب الذرة التقليدي، يتم تقسيم النشا إلى جلوكوز بواسطة الإنزيمات. ولتحضير شراب الذرة عالي الفركتوز، تتم معالجة شراب الذرة بواسطة إيزوميراز د-زيلوز لتحويل بعض الجلوكوز إلى فركتوز. تم تسويق هذا الشراب لأول مرة في أوائل سبعينيات القرن العشرين بواسطة شركة (Clinton Corn Processing Company)، بالتعاون مع الوكالة اليابانية للعلوم والتكنولوجيا الصناعية، حيث تم اكتشاف الإنزيم في عام 1965. :5
كمحلي، غالبًا ما يتم مقارنته بالسكر الحبيبي، ولكن مزايا تصنيعه مقارنة بالسكر هو أنه أقل تكلفة. يشير (HFCS 42) و(HFCS 55) إلى تركيبات الفركتوز ذات الوزن الجاف بنسبة 42% و55% على التوالي، والباقي عبارة عن جلوكوز. يستخدم (HFCS 42) بشكل أساسي في الأطعمة المصنعة وحبوب الإفطار، بينما يستخدم (HFCS 55) بشكل أساسي في إنتاج المشروبات الغازية.
تذكر إدارة الغذاء والدواء الأمريكية أنها لا تعلم بوجود أدلة تثبت أن شراب الذرة عالي الفركتوز أقل أمانًا من المحليات التقليدية مثل السكروز والعسل. لقد شهدت استخدامات وصادرات شراب الذرة عالي الفركتوز من المنتجين الأميركيين نمواً مطرداً خلال أوائل القرن الحادي والعشرين.

## طعام
في الولايات المتحدة، يعد شراب الذرة عالي الفركتوز من بين المُحليات التي حلت محل السكروز (سكر المائدة) في صناعة الأغذية. تشمل العوامل التي تساهم في زيادة استخدام شراب الذرة عالي الفركتوز في تصنيع الأغذية حصص إنتاج السكر المحلي، والتعريفات الجمركية على واردات السكر الأجنبي، ودعم الذرة الأمريكية، مما يرفع سعر السكروز ويقلل سعر شراب الذرة عالي الفركتوز، وبالتالي توفير ميزة في تكلفة التصنيع لتطبيقات المُحليات. على الرغم من احتوائه على نسبة فركتوز أكبر بنسبة 10%، فإن الحلاوة النسبية ل(HFCS 55)، المستخدم بشكل شائع في المشروبات الغازية، قابلة للمقارنة بحلاوة السكروز. يوفر شراب الذرة عالي الفركتوز مزايا في تصنيع الأغذية والمشروبات، مثل بساطة التركيب والاستقرار وتمكين كفاءة المعالجة.
يُعتبر شراب الذرة عالي الفركتوز (HFCS) (أو شراب الذرة العادي) المكون الرئيسي في معظم العلامات التجارية لـ"شراب الفطائر" التجاري، كبديل أقل تكلفة لشراب القيقب. تُستخدم مقايسات لتحليل المنتجات المحلاة للكشف عن الغش بشراب الذرة عالي الفركتوز، مثل العسل السائل، وتشمل هذه الاختبارات قياس السعرات الحرارية التفاضلية وغيرها من طرق الاختبار المتقدمة.

## الإنتاج

### العملية
في العملية المعاصرة، يتم طحن الذرة لاستخراج نشا الذرة ويتم استخدام عملية "حمض - إنزيم"، حيث يتم تحميض محلول نشا الذرة لبدء تفتيت الكربوهيدرات الموجودة. يتم إضافة إنزيمات عالية الحرارة لمزيد من استقلاب النشا وتحويل السكريات الناتجة إلى فركتوز. :808–813 الإنزيم الأول الذي تمت إضافته هو ألفا أميلاز، والذي يكسر السلاسل الطويلة إلى سلاسل سكر أقصر (السكريات القليلة التعدد). يتم خلط الجلوكوز أميلاز وتحويله إلى جلوكوز. يتم ترشيح المحلول الناتج لإزالة البروتين باستخدام الكربون المنشط. ثم يتم إزالة المعادن من المحلول باستخدام راتنجات التبادل الأيوني. يتم بعد ذلك تمرير هذا المحلول المنقى على إيزوميراز زيلوز ثابت، والذي يحول السكريات إلى حوالي 50-52% جلوكوز مع بعض السكريات القليلة غير المحولة و42% فركتوز (HFCS 42)، ثم يتم نزع المعادن منه مرة أخرى وتنقيته مرة أخرى باستخدام الكربون المنشط. يتم معالجة جزء منه إلى (HFCS 90) بواسطة الكروماتوغرافيا السائلة، ثم يتم خلطه مع (HFCS 42) لتشكيل (HFCS 55). يتم تصنيع الإنزيمات المستخدمة في هذه العملية عن طريق التخمير الميكروبي.:808–813:20–22

### التركيبة والأصناف
يتكون شراب الذرة عالي الفركتوز من 24% من الماء، والباقي يتكون بشكل أساسي من الفركتوز والجلوكوز مع 0-5% من أوليغومرات الجلوكوز غير المعالجة.
تحتوي الأشكال الأكثر شيوعًا من (HFCS) المستخدمة في تصنيع الأغذية والمشروبات على الفركتوز بنسبة 42% ("HFCS 42") أو 55% ("HFCS 55") بالوزن الجاف، كما هو موضح في قانون اللوائح الفيدرالية الأمريكي (21 CFR 184.1866).
- يستخدم (HFCS 42) (حوالي 42% فركتوز إذا تم تجاهل الماء) في المشروبات والأطعمة المصنعة والحبوب والسلع المخبوزة.[6][17]
- يستخدم (HFCS 55) في الغالب في المشروبات الغازية.[6]
- يستخدم (HFCS 70) في ملء الهلام.[18]

## التجارة والاستهلاك

استهلاك السكر والمحليات القائمة على الذرة في الولايات المتحدة من عام 1966 إلى عام 2013

من المتوقع أن ينمو السوق العالمي للشراب عالي الفركتوز (HFCS) من 5.9 مليار دولار في عام 2019 إلى 7.6 مليار دولار في عام 2024.[محل شك]

### الصين
يشكل شراب الذرة عالي الفركتوز في الصين حوالي 20% من الطلب على المحليات. اكتسب شراب الذرة عالي الفركتوز شعبية كبيرة بسبب ارتفاع أسعار السكروز، في حين يتم بيعه بثلث السعر الحالي. ومن المتوقع أن يصل الإنتاج إلى 4,150,000 طن في عام 2017. يتم تصدير حوالي نصف إجمالي إنتاج شراب الذرة عالي الفركتوز إلى الفلبين وإندونيسيا وفيتنام والهند.

### الاتحاد الأوروبي
في الاتحاد الأوروبي، يُعرف شراب الذرة عالي الفركتوز باسم شراب الجلوكوز أو شراب الجلوكوز والفركتوز (GFS) الذي يحتوي على نسبة فركتوز تتراوح بين 20% و30% مقارنة بـ 42% (HFCS 42) و55% (HFCS 55) في الولايات المتحدة. في حين يتم إنتاج (HFCS) حصريًا باستخدام الذرة في الولايات المتحدة، يستخدم المصنعون في الاتحاد الأوروبي الذرة والقمح لإنتاج (GFS). كان (GFS) خاضعا في السابق لحصة إنتاج السكر، والتي تم إلغاؤها في 1 أكتوبر 2017، مما أدى إلى إزالة سقف الإنتاج السابق البالغ 720 ألف طن، والسماح بالإنتاج والتصدير دون قيود. إن استخدام (GFS) في المشروبات الغازية محدود في الاتحاد الأوروبي لأن الشركات المصنعة لا تملك إمدادات كافية منه تحتوي على ما لا يقل عن 42% من محتوى الفركتوز. ونتيجة لذلك، يتم تحلية المشروبات الغازية في المقام الأول بالسكروز الذي يحتوي على 50٪ من الفركتوز.

### اليابان
في اليابان، يُشار إلى مركبات الكربون الهيدروفلورية أيضًا باسم (異性化糖) (iseika-to؛ سكر متصاوغ). نشأ إنتاج شراب الذرة عالي الفركتوز في اليابان بعد أن أدت سياسات الحكومة إلى ارتفاع سعر السكر. يتم تصنيع شراب الذرة عالي الفركتوز الياباني في الغالب من الذرة المستوردة من الولايات المتحدة، ويتم تنظيم الإنتاج من قبل الحكومة. خلال الفترة من 2007 إلى 2012، بلغت حصة (HFCS) من سوق المُحليات اليابانية ما بين 27% إلى 30%. استهلكت اليابان حوالي 800 ألف طن من شراب الذرة عالي الفركتوز في عام 2016. تذكر وزارة الزراعة الأمريكية أن شراب الذرة عالي الفركتوز يتم إنتاجه في اليابان من الذرة الأمريكية. تستورد اليابان ما يصل إلى 3 ملايين طن سنويًا، مما يؤدي إلى أن يكون 20 بالمائة من واردات الذرة مخصصة لإنتاج شراب الذرة عالي الفركتوز.

### المكسيك
المكسيك هي أكبر مستورد لشراب الذرة عالي الفركتوز من الولايات المتحدة. يُمثل حوالي 27 بالمائة من إجمالي استهلاك المُحليات، حيث استوردت المكسيك 983069 طنًا منه في عام 2018. تتحول صناعة المشروبات الغازية في المكسيك من السكر إلى شراب الذرة عالي الفركتوز، وهو ما من المتوقع أن يعزز صادرات الولايات المتحدة من شراب الذرة عالي الفركتوز إلى المكسيك وفقًا لتقرير صادر عن دائرة الخدمات الزراعية الخارجية بوزارة الزراعة الأمريكية.
في الأول من يناير 2002، فرضت المكسيك ضريبة بنسبة 20% على المشروبات الغازية والشراب غير المحلى بسكر القصب. وقد طعنت الولايات المتحدة في هذه الضريبة، ولجأت إلى منظمة التجارة العالمية. في 3 مارس 2006، حكمت منظمة التجارة العالمية لصالح الولايات المتحدة مشيرة إلى أن الضريبة تمييزية ضد الواردات الأمريكية من شراب الذرة عالي الفركتوز دون مبرر بموجب قواعد منظمة التجارة العالمية.

### الفلبين
كانت الفلبين أكبر مستورد لشراب الذرة عالي الفركتوز الصيني. ومن المتوقع أن تصل واردات شراب الذرة عالي الفركتوز إلى ذروتها عند 373,137 طنًا في عام 2016. إن الشكاوى المقدمة من منتجي السكر المحليين من شأنها أن تؤدي إلى فرض إجراءات صارمة على الصادرات الصينية. في الأول من يناير 2018، فرضت الحكومة الفلبينية ضريبة قدرها 12 بيزو (0.24 دولار) على المشروبات المحلاة بشراب الذرة عالي الفركتوز مقابل 6 بيزو (0.12 دولار) للمشروبات المحلاة بأنواع أخرى من السكريات.

### الولايات المتحدة
في الولايات المتحدة، تم استخدام شراب الذرة عالي الفركتوز على نطاق واسع في تصنيع الأغذية منذ سبعينيات القرن العشرين وحتى أوائل القرن الحادي والعشرين، في المقام الأول كبديل للسكروز لأن حلاوته كانت مماثلة للسكروز، كما أدى إلى تحسين جودة التصنيع، وكان أسهل في الاستخدام، وكان أرخص. ارتفع الإنتاج المحلي من شراب الذرة عالي الفركتوز من 2.2 مليون طن في عام 1980 إلى ذروة 9.5 مليون طن في عام 1999. على الرغم من أن استخدام شراب الذرة عالي الفركتوز هو نفسه تقريبًا استخدام السكروز في الولايات المتحدة، فإن أكثر من 90% من المُحليات المستخدمة في التصنيع العالمي هي سكروز.
بلغ إنتاج شراب الذرة عالي الفركتوز في الولايات المتحدة 8.3 مليون طن في عام 2017. يعتبر التعامل مع شراب الذرة عالي الفركتوز أسهل من التعامل مع السكروز الحبيبي، على الرغم من أن بعض السكروز يتم نقله على شكل محلول. على عكس السكروز، لا يمكن تحليل شراب الذرة عالي الفركتوز، ولكن الفركتوز الحر في شراب الذرة عالي الفركتوز قد ينتج هيدروكسي ميثيل فورفورال عند تخزينه في درجات حرارة عالية؛ وتظهر هذه الاختلافات بشكل أكثر وضوحًا في المشروبات الحمضية. يستمر مصنعو المشروبات الغازية مثل كوكا كولا وبيبسي في استخدام السكر في دول أخرى ولكنهم تحولوا إلى شراب الذرة عالي الفركتوز للأسواق الأمريكية في عام 1980 قبل التحول بشكل كامل في عام 1984. تمارس الشركات الكبرى، مثل شركة آرتشر دانيلز ميدلاند، الضغوط من أجل استمرار دعم الحكومة للذرة.
انخفض استهلاك شراب الذرة عالي الفركتوز في الولايات المتحدة منذ أن بلغ ذروته عند 37.5 رطل (17.0 كـغ) للشخص الواحد في عام 1999. يستهلك الأمريكيون في المتوسط حوالي 22.1 رطل (10.0 كـغ) من شراب الذرة عالي الفركتوز في عام 2018، مقابل 40.3 رطل (18.3 كـغ) من قصب السكر المكرر وسكر البنجر. وقد أدى هذا الانخفاض في الاستهلاك المحلي من شراب الذرة عالي الفركتوز إلى تعزيز تصدير المنتج. في عام 2014، بلغت قيمة صادرات شراب الذرة عالي الفركتوز 436 مليون دولار، وهو انخفاض بنسبة 21% في عام واحد، حيث حصلت المكسيك على حوالي 75% من حجم الصادرات.
في عام 2010، تقدمت جمعية مصافي الذرة بطلب إلى إدارة الغذاء والدواء لتسمية شراب الذرة عالي الفركتوز باسم "سكر الذرة" (corn sugar)، لكن الطلب قوبل بالرفض.

### فيتنام
90% من واردات فيتنام من شراب الذرة عالي الفركتوز تأتي من الصين وكوريا الجنوبية. ومن المتوقع أن يصل إجمالي الواردات إلى 89,343 طنًا في عام 2017. كان سعر الطن الواحد من شراب الذرة عالي الفركتوز 398 دولارا في عام 2017، في حين كان سعر الطن الواحد من السكر 702 دولارا. يخضع شراب الذرة عالي الفركتوز لضريبة استيراد تبلغ صفرًا ولا يخضع لأي حصة، في حين يخضع قصب السكر الخاضعة للحصة لضريبة بنسبة 5%، ويخضع السكر الأبيض والسكر الخام غير الخاضع للحصة لضريبة بنسبة 85% و80%. في عام 2018، دعت جمعية قصب السكر والسكر في فيتنام (VSSA) إلى تدخل الحكومة في السياسات الضريبية الحالية. وفقًا لجمعية (VSSA)، تواجه شركات السكر سياسات إقراض أكثر صرامة مما يعرض الشركات الأعضاء في الجمعية لخطر متزايد للإفلاس.

## الصحة

### التَغذِيَة
يتكون شراب الذرة عالي الفركتوزمن 76% من الكربوهيدرات و24% من الماء، ولا يحتوي على الدهون أو البروتين أو المغذيات الدقيقة بكميات كبيرة. في كمية مرجعية تبلغ 100 جرام، فإنها توفر 281 سعرة حرارية، بينما في ملعقة كبيرة من 19 جرامًا، فإنها توفر 53 سعرة حرارية.

### السمنة ومتلازمة التمثيل الغذائي
لقد كان دور الفركتوز في متلازمة التمثيل الغذائي موضوعًا للجدل، ولكن اعتبارًا من 2022 لا يوجد إجماع علمي على أن الفركتوز أو شراب الذرة عالي الفركتوز له أي تأثير على العلامات الأيضية القلبية عند استبداله بالسكروز. وجدت مراجعة منهجية أُجريت عام 2014 أدلة قليلة على وجود ارتباط بين استهلاك شراب الذرة عالي الفركتوز وأمراض الكبد أو مستويات الإنزيمات أو محتوى الدهون.
وجدت مراجعة أُجريت عام 2018 أن تقليل استهلاك المشروبات السكرية ومنتجات الفركتوز قد يقلل من تراكم الدهون الكبدية، وهو ما يرتبط بمرض الكبد الدهني غير الكحولي. في عام 2018، أوصت جمعية القلب الأمريكية الناس بالحد من إجمالي السكر المضاف (بما في ذلك المالتوز والسكروز وشراب الذرة عالي الفركتوز والدبس وسكر القصب ومحلي الذرة والسكر الخام والشراب والعسل أو مركزات عصير الفاكهة) في وجباتهم الغذائية إلى تسع ملاعق صغيرة يوميًا للرجال وستة للنساء.

### المخاوف المتعلقة بالسلامة والتصنيع
منذ عام 2014، قررت إدارة الغذاء والدواء الأمريكية أن شراب الذرة عالي الفركتوز معترف عموما بأنه آمن (GRAS) كمكون لتصنيع الأغذية والمشروبات، ولا يوجد دليل على أن منتجات شراب الذرة عالي الفركتوز للبيع بالتجزئة تختلف في السلامة عن تلك التي تحتوي على محليات غذائية بديلة. أوصت المبادئ التوجيهية الغذائية للأمريكيين لعام 2010 بضرورة الحد من السكريات المضافة في النظام الغذائي.
أحد مخاوف المستهلكين بشأن شراب الذرة عالي الفركتوز هو أن معالجة الذرة أكثر تعقيدًا من تلك المستخدمة في مصادر السكر الشائعة، مثل مركزات عصير الفاكهة أو رحيق الصبار، ولكن جميع منتجات التحلية المشتقة من المواد الخام تنطوي على خطوات معالجة مماثلة للتخمير، والتحلل المائي، والمعالجة الإنزيمية، والترشيح، من بين خطوات أخرى شائعة في تصنيع المحليات من مصادر طبيعية. في العملية المعاصرة لصنع شراب الذرة عالي الفركتوز، يتم استخدام خطوة "الحمض والإنزيم" حيث يتم تحميض محلول نشا الذرة لهضم الكربوهيدرات الموجودة، ثم يتم إضافة الإنزيمات لمزيد من التمثيل الغذائي لنشا الذرة وتحويل السكريات الناتجة إلى مكوناتها من الفركتوز والجلوكوز. أظهرت التحليلات المنشورة في عام 2014 أن محتوى الفركتوز في شراب الذرة عالي الفركتوز كان متسقًا في عينات من 80 مشروبًا غازيًا تم اختيارها عشوائيًا ومحلاة بمشروب الذرة عالي الفركتوز.
كان أحد المخاوف السابقة في مجال التصنيع هو ما إذا كان شراب الذرة عالي الفركتوز يحتوي على مركبات كربونيل تفاعلية أو منتجات نهائية متقدمة للجليكوزيل تتطور أثناء المعالجة. ومع ذلك، تم رفض هذا القلق، مع وجود أدلة على أن شراب الذرة عالي الفركتوز لا يشكل أي خطر غذائي من هذه المركبات.
حتى عام 2004، استخدمت بعض المصانع التي تصنع شراب الذرة عالي الفركتوز طريقة معالجة الذرة بالكلور والقلويات، والتي في حالات تطبيق تقنية خلايا الزئبق لهضم المواد الخام من الذرة، تركت آثارًا من الزئبق في بعض دفعات شراب الذرة عالي الفركتوز. في بيان صدر عام 2009، ذكرت جمعية مصافي الذرة أن جميع المصانع في الصناعة الأمريكية لتصنيع شراب الذرة عالي الفركتوز استخدمت معالجة خالية من الزئبق على مدى عدة سنوات سابقة، مما يجعل التقرير السابق قديمًا.

## أخرى

### فَرْقُ الطعم
تستخدم معظم البلدان، بما في ذلك المكسيك، السكروز، أو سكر المائدة، في المشروبات الغازية. في الولايات المتحدة، يتم تصنيع المشروبات الغازية، مثل كوكا كولا، عادةً باستخدام (HFCS 55). يحتوي شراب الذرة عالي الفركتوز على طعم أحلى من السكروز. يسعى بعض الأميركيين إلى الحصول على مشروبات مثل كوكاكولا المكسيكية في محلات البقالة العرقية لأنهم يفضلون مذاقها على طعم كوكاكولا المحلاة بشراب الذرة عالي الفركتوز. تستخدم مشروبات كوكاكولا الكشروت، التي تباع في الولايات المتحدة خلال عيد الفصح اليهودي، أيضًا السكروز بدلًا من شراب الذرة عالي الفركتوز.

### تربية النحل
في تربية النحل في الولايات المتحدة، يعتبر شراب الذرة عالي الفركتوز بديلاً للعسل لبعض مستعمرات النحل المُدارة خلال الأوقات التي يكون فيها الرحيق منخفضًا. ومع ذلك، عندما يتم تسخين شراب الذرة عالي الفركتوز إلى حوالي 45 °م (113 °ف)، يمكن أن يتكون هيدروكسي ميثيل فورفورال، وهو سام للنحل، من تحلل الفركتوز. على الرغم من أن بعض الباحثين يستشهدون باستبدال العسل بشراب الذرة عالي الفركتوز كعامل واحد من بين العديد من العوامل المسببة لاضطراب انهيار المستعمرات، إلا أنه لا يوجد دليل على أن شراب الذرة عالي الفركتوز هو السبب الوحيد.. وبالمقارنة بعسل الخلية، تسبب كل من شراب الذرة عالي الفركتوز والسكروز في ظهور علامات سوء التغذية لدى النحل الذي يتغذى عليهما، وهو ما يتضح في التعبير عن الجينات المشاركة في عملية التمثيل الغذائي للبروتين وغيرها من العمليات التي تؤثر على صحة نحل العسل.

### العلاقات العامة
هناك العديد من المخاوف المتعلقة بالعلاقات العامة بشأن شراب الذرة عالي الفركتوز، بما في ذلك كيفية الإعلان عن منتجات شراب الذرة عالي الفركتوز ووضع علامات عليها باعتبارها "طبيعية". ونتيجة لذلك، عادت العديد من الشركات إلى التصنيع باستخدام السكروز (سكر المائدة) من المنتجات التي كانت تُصنع سابقًا باستخدام شراب الذرة عالي الفركتوز. في عام 2010، تقدمت جمعية مصافي الذرة بطلب للسماح بإعادة تسمية شراب الذرة عالي الفركتوز إلى "سكر الذرة"، ولكن تم رفض هذا الالتماس من قبل إدارة الغذاء والدواء في عام 2012.
في أغسطس 2016، وفي خطوة لإرضاء المستهلكين الذين لديهم مخاوف صحية، أعلنت ماكدونالدز أنها ستستبدل جميع شراب الذرة عالي الفركتوز في خبز البرغر بالسكروز (سكر المائدة) وستزيل المواد الحافظة والمواد المضافة الاصطناعية الأخرى من عناصر القائمة الخاصة بها. صرحت ماريون غروس، نائبة الرئيس الأولى لشركة ماكدونالدز، "نحن نعلم أنهم [المستهلكون] لا يشعرون بالارتياح تجاه شراب الذرة عالي الفركتوز، لذا فإننا نقدم لهم ما يبحثون عنه بدلاً من ذلك." وفي أوائل القرن الحادي والعشرين، قامت شركات أخرى مثل (Yoplait) و غاتوريد وهيرشي أيضًا بالتخلص التدريجي من شراب الذرة عالي الفركتوز، واستبداله بالسكر التقليدي لأن المستهلكين اعتبروا السكر أكثر صحة. كما أطلقت شركات مثل بيبسيكو و(Heinz) منتجات تستخدم السكر بدلاً من شراب الذرة عالي الفركتوز، على الرغم من أنها لا تزال تبيع منتجات محلاة به.

## تاريخ
بدأ الإنتاج التجاري لشراب الذرة عالي الفركتوزفي عام 1964.:17 في أواخر الخمسينيات من القرن العشرين، حاول الباحثون في شركة كلينتون لمعالجة الذرة في كلينتون بولاية آيوا تحويل الجلوكوز من نشا الذرة إلى فركتوز، لكن العملية التي استخدموها لم تكن قابلة للتطوير.:17 في الفترة من 1965 إلى 1970، قام يوشيوكي تاكاساكي، في المعهد الوطني الياباني للعلوم الصناعية المتقدمة والتكنولوجيا، بتطوير إنزيم زيلوز إيزوميراز المستقر بالحرارة من الخميرة. في عام 1967، حصلت شركة كلينتون لمعالجة الذرة على ترخيص حصري لتصنيع إيزوميراز الجلوكوز المشتق من بكتيريا (Streptomyces) وبدأت في شحن نسخة مبكرة من شراب الذرة عالي الفركتوز في فبراير 1967.:140 في عام 1983، قبلت إدارة الغذاء والدواء شراب الذرة عالي الفركتوز باعتباره "معترفًا به عمومًا بأنه آمن"، وتم إعادة تأكيد هذا القرار في عام 1996.
قبل تطور صناعة السكر في جميع أنحاء العالم، كان الفركتوز الغذائي يقتصر على عدد قليل من العناصر فقط. لا يحتوي الحليب واللحوم ومعظم الخضروات، وهي المواد الأساسية في العديد من الأنظمة الغذائية المبكرة، على الفركتوز، ولا يوجد سوى 5-10% من الفركتوز من حيث الوزن في الفواكه مثل العنب والتفاح والتوت الأزرق. ومع ذلك، تحتوي معظم الفواكه الجافة التقليدية على حوالي 50% من الفركتوز. من عام 1970 إلى عام 2000، كانت هناك زيادة بنسبة 25% في "السكريات المضافة" في الولايات المتحدة وعندما تم التعرف عليها كمحلي أرخص وأكثر تنوعًا، حلّ شراب الذرة عالي الفركتوز محل السكروز كمحلي رئيسي للمشروبات الغازية في الولايات المتحدة.
منذ عام 1789، تمتعت صناعة السكر في الولايات المتحدة بحماية تجارية في شكل تعريفات جمركية على السكر المنتج في الخارج، في حين أدت الإعانات المقدمة لمزارعي الذرة إلى خفض سعر المكون الأساسي في شراب الذرة عالي الفركتوز، وهو الذرة. وعليه، سارع المستخدمون الصناعيون الذين كانوا يبحثون عن بدائل أرخص للسكر إلى اعتماد شراب الذرة عالي الفركتوز في سبعينيات القرن العشرين.